# Rolandra fruticosa
 Rolandra fruticosa    (L.) Kuntze, 1891 è una specie di pianta angiosperma dicotiledone della famiglia delle Asteraceae.  Rolandra fruticosa  è anche l'unica specie del genere  Rolandra   Rottb., 1775.

## Etimologia
Il nome scientifico della specie è stato definito per la prima volta dal botanico Carl Ernst Otto Kuntze (1843-1907) nella pubblicazione " Revisio Generum Plantarum: vascularium omnium atque cellularium multarum secundum leges nomeclaturae internationales cum enumeratione plantarum exoticarum in itinere mundi collectarum ... Leipzig" ( Revis. Gen. Pl. 1: 360 ) del 1891. Il nome scientifico del genere è stato definito per la prima volta dal botanico Christen Friis Rottbøll (1727-1797) nella pubblicazione " Soc. Med. Havn. Collect." ( Soc. Med. Havn. Collect. 2: 256) del 1775.

## Descrizione
L'habitus di queste piante è di tipo arbustivo perenne. La pubescenza è formata da peli semplici. Gli organi interni di queste piante contengono lattoni sesquiterpenici (ma non dilattoni).
Le foglie lungo il caule sono disposte in modo alternato. La forma della lamina è intera e varia da ellittica a lanceolata. I margini sono interi. Le venature della pagina fogliare sono di tipo pennato. La pubescenza nella parte inferiore può essere tomentosa.
Le infiorescenza, ascellari e sessili, sono composte da capolini raggruppati in globosi glomeruli. I capolini (sessili) sono composti da un involucro formato da 2 brattee che fanno da protezione al ricettacolo sul quale s'inseriscono i fiori tubulosi. Le brattee, subuguali, sono piuttosto persistenti; hanno gli apici aristati. Il ricettacolo è privo di pagliette (ossia è nudo).
I fiori, uno per capolino, sono tetra-ciclici (ossia sono presenti 4 verticilli: calice – corolla – androceo – gineceo) e pentameri (ogni verticillo ha in genere 5 elementi). I fiori sono inoltre ermafroditi e actinomorfi (raramente possono essere zigomorfi).
- Formula fiorale:

*/x K {\displaystyle \infty }, [C (5), A (5)], G 2 (infero), achenio
- Calice: i sepali del calice sono ridotti ad una coroncina di squame.
- Corolla: le corolle sono formate da un tubo terminante in 4 lobi; il colore è più o meno lavanda; la superficie è glabra; i lobi sono sclerificati esternamente/distalmente.
- Androceo: gli stami sono 5 con filamenti liberi e distinti, mentre le antere sono saldate in un manicotto (o tubo) circondante lo stilo.[12] Le antere, sagittate e a base arrotondata, sono speronate e prive di code e di ghiandole; i margini sono sterili. Le appendici delle antere sono glabre. Il polline è triporato (con tre pori, o aperture di tipo isodiametrico), è echinato (con punte) e anche  "lophato" (la parte più esterna dell'esina è sollevata a forma di creste e depressioni).[13]
- Gineceo: lo stilo è filiforme e privo di nodi. Gli stigmi dello stilo sono due divergenti e smussati con la superficie stigmatica posizionata internamente (vicino alla base). La pubescenza è del tipo a spazzola con peli appuntiti.[14] L'ovario è infero uniloculare formato da 2 carpelli.

I frutti sono degli acheni con pappo. Gli acheni, a forma cilindrica e con 5 venature (non sono bicornuti), hanno la superficie glabra o con ghiandole ma non sericea. All'interno si può trovare del tessuto di tipo idioblasto e minuti rafidi (o possono mancare); non è presente il tessuto tipo fitomelanina. Il pappo è formato da un anello di persistenti scaglie.

## Biologia
- Impollinazione: l'impollinazione avviene tramite insetti (impollinazione entomogama tramite farfalle diurne e notturne).
- Riproduzione: la fecondazione avviene fondamentalmente tramite l'impollinazione dei fiori (vedi sopra).
- Dispersione: i semi (gli acheni) cadendo a terra sono successivamente dispersi soprattutto da insetti tipo formiche (disseminazione mirmecora). In questo tipo di piante avviene anche un altro tipo di dispersione: zoocora. Infatti gli uncini delle brattee dell'involucro si agganciano ai peli degli animali di passaggio disperdendo così i semi della pianta anche su lunghe distanze.

## Distribuzione e habitat
Le piante di questo gruppo sono distribuite in America tropicale.

## Tassonomia
La famiglia di appartenenza di questa voce (Asteraceae o Compositae, nomen conservandum) probabilmente originaria del Sud America, è la più numerosa del mondo vegetale, comprende oltre 23.000 specie distribuite su 1.535 generi, oppure 22.750 specie e 1.530 generi secondo altre fonti (una delle checklist più aggiornata elenca fino a 1.679 generi). Nel 2021 la famiglia è suddivisa in 16 sottofamiglie.

### Filogenesi
Le piante di questo gruppo appartengono alla sottotribù Rolandrinae descritta all'interno della tribù Vernonieae Cass. della sottofamiglia Vernonioideae Lindl.. Questa classificazione è stata ottenuta ultimamente con le analisi del DNA delle varie specie del gruppo. Da un punto di vista filogenetico in base alle ultime analisi sul DNA la tribù Vernonieae è risultata divisa in due grandi cladi: Nuovo Mondo e Vecchio Mondo. I generi di Rolandrinae appartengono al clade relativo all'America.
La sottotribù, e quindi i suoi generi, si distingue per i seguenti caratteri:
- i capolini hanno un solo fiore;
- il pappo è formato da una corta coroncina o da brevi scaglie;
- il polline è "lophato";
- la corolla ha 4 -5 lobi ma non è zigomorfa;
- nelle specie di questo gruppo i "dilattoni" sono mancanti.

In precedenza la tribù Vernonieae, e quindi la sottotribù di questo genere (Rolandrinae), era descritta all'interno della sottofamiglia Cichorioideae. Alle analisi del DNA la sottotribù è vicina alle sottotribù Lepidaploinae e Elephantopinae. Da un punto di vista morfologico i due generi della sottotribù Rolandrinae sono vicini ai generi della sottotribù Elephantopinae, ma differiscono per i capolini con fiore singolo, le corolle piccole e regolari con
punte dei lobi sclerificate e per le basi delle antere speronate e di lunghezza normale.
I caratteri distintivi per le specie di questo genere ( Rolandra ) sono:
- le piante hanno un habitus arbustivo;
- le infiorescenze sessili sono formate da raggruppamenti globosi di capolini in posizione ascellare;
- le brattee dell'involucro sono 2;
- i lobi delle corolle sono 4 e sono glabri;
- gli acheni hanno 5 venature longitudinali;
- il pappo è formato da corte scaglie.

Il numero cromosomico delle specie di questo genere è: 2n = 16, 22 e 26.

### Sinonimi
Sono elencati alcuni sinonimi per questa entità:
- Echinops fruticosus L.
- Echinops nodiflorus  Lam.
- Rolandra argentea  Rottb.
- Rolandra diacantha  Cass.
- Rolandra monacantha  Cass.